# Église Saint-Barthélemy de Mont
Pour les articles homonymes, voir Église Saint-Barthélemy.
L'église Saint-Barthélemy de Mont est une église catholique située à Mont, dans le département français des Hautes-Pyrénées en France.

## Localisation
L'église est située dans le département français des Hautes-Pyrénées, sur la commune de Mont.

## Historique
L'édifice est classé au titre des monuments historiques en 1910.
Construite au XIIe siècle, largement remaniée au XVIe siècle, cette église romane fait aujourd'hui[Quand ?] l'objet d'importants travaux de restauration.[réf. nécessaire]

## Galerie de photos

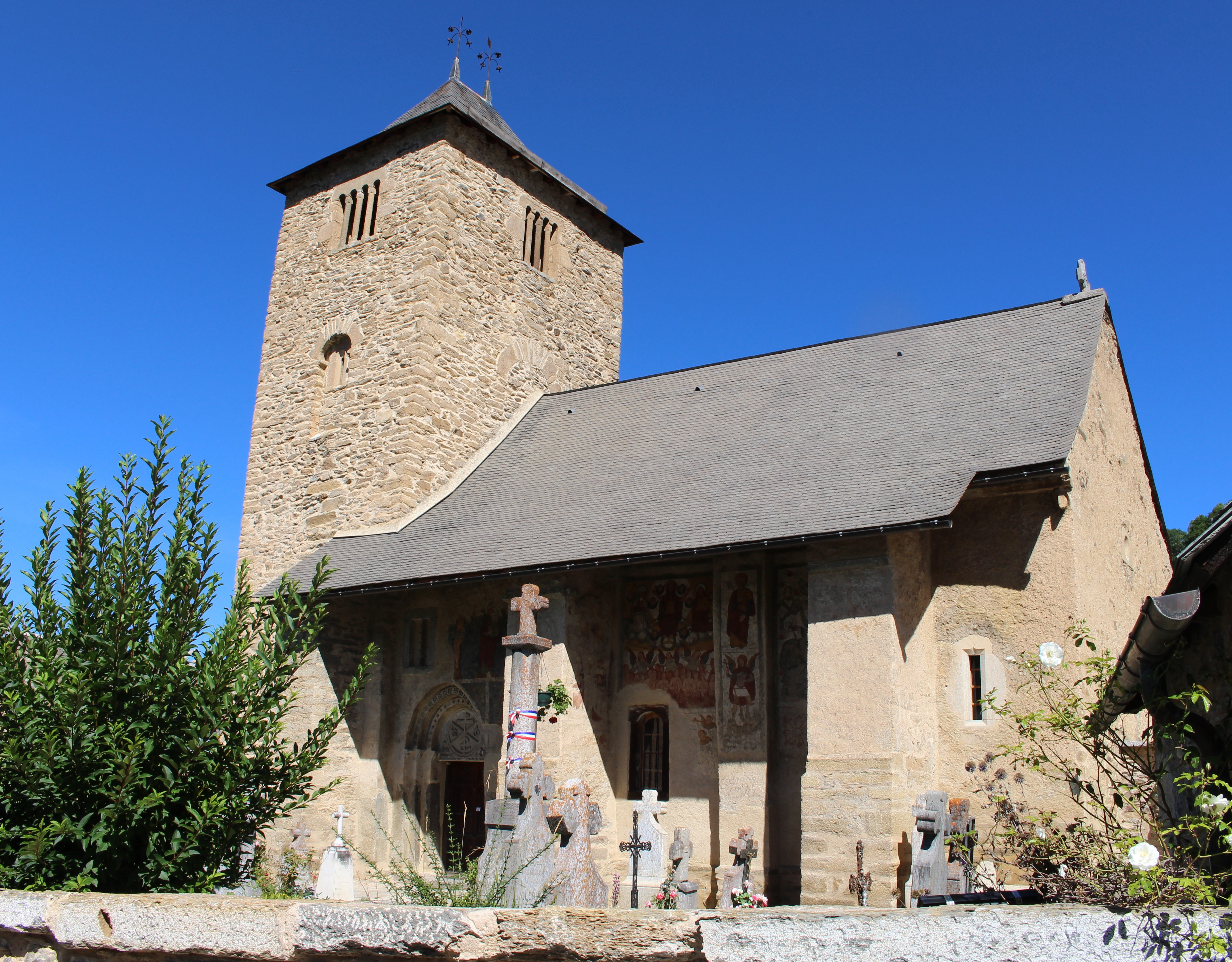
Vue générale.
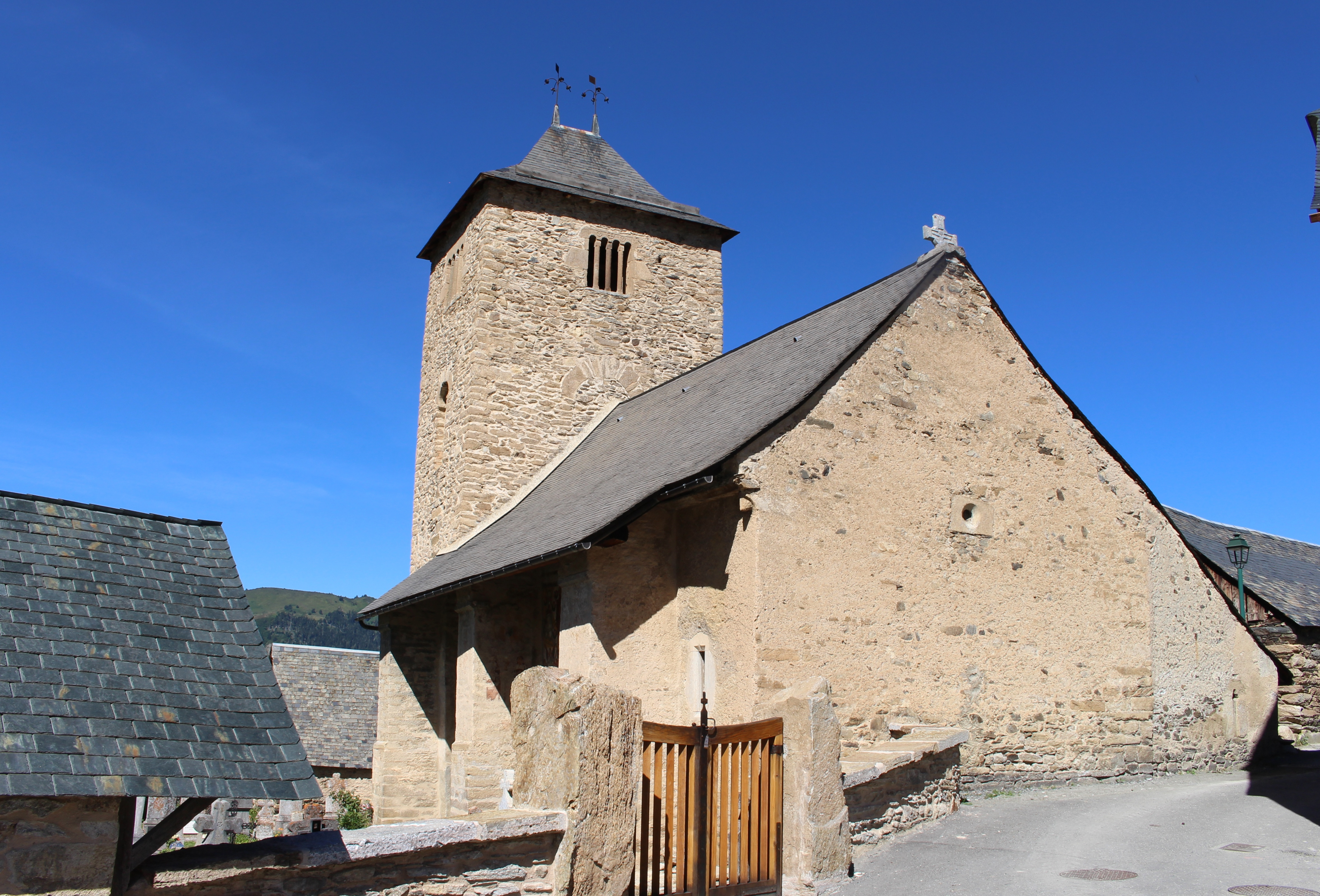
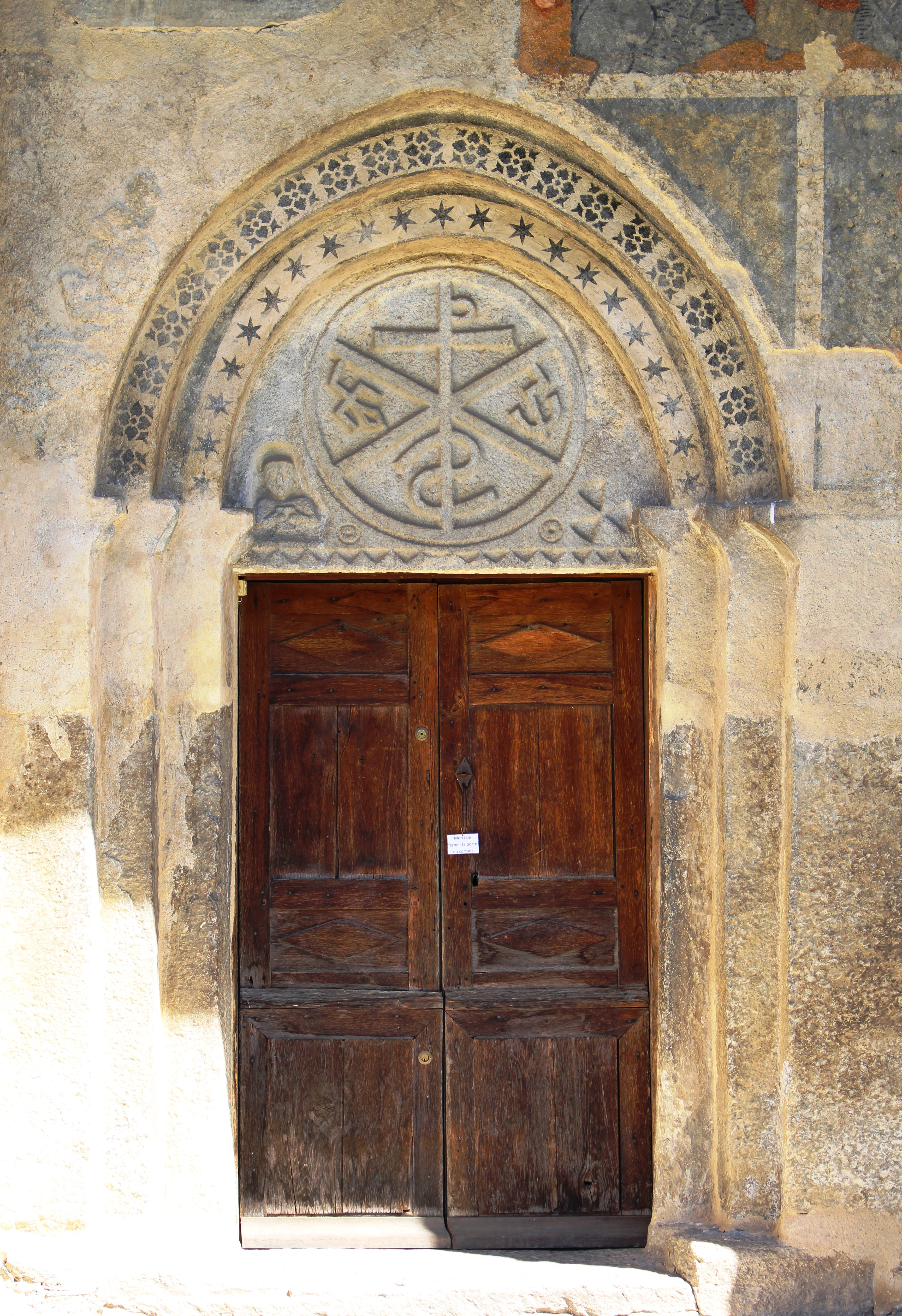
Entrée.